# Agente Doppio 0
Nei racconti di James Bond di Ian Fleming, la Sezione 00 (Doppio Zero) del MI6 è considerata un'élite del servizio segreto ed identifica il possesso della cosiddetta "licenza di uccidere". Nel prologo del film Casino Royale del 2006 la cui sceneggiatura è tratta dal primo romanzo di Fleming Casino Royale del 1953, film ambientato in un'epoca antecedente al primo film della serie (Agente 007 - Licenza di uccidere), si apprende che la licenza di uccidere si acquisisce al compimento di due omicidi a sangue freddo, ma questa opzione non appare in nessuno dei romanzi originali di Ian Fleming.
I racconti originali stabilivano che la sezione disponeva di tre agenti per volta, secondo quanto detto nel romanzo Goldfinger. Tuttavia nei film, e se ne fa cenno in Agente 007 - Thunderball: Operazione tuono, pare che la "sezione 00" debba essere composta da una dozzina di agenti.

## Gli agenti 00
Di seguito viene riportato l'elenco degli agenti 00 che compaiono nella serie ufficiale dei film.
- Agente 001 - Bill, agente della letteratura.

- Agente 002 - Bill Fairbanks, assassinato da Scaramanga nel film Agente 007 - L'uomo dalla pistola d'oro del 1974. Un altro 002, si addestra con 004 e 007 a Gibilterra nel film 007 - Zona pericolo del 1987.

- Agente 003 - Jason Walters, trovato morto in Siberia nel film 007 - Bersaglio mobile del 1985.

- Agente 004 - Frederick Warder, assassinato da un agente del KGB in 007 - Zona pericolo del 1987.

- Agente 006 - Alec Trevelyan/Major Jack Giddings, interpretato dall'attore britannico Sean Bean, è forse il più famoso degli agenti 00 anche perché nel film GoldenEye del 1995 tradisce Bond diventando suo nemico. Un altro 006 viene citato in Agente 007 - Thunderball: Operazione tuono del 1965.

- Agente 007 - James Bond, tuttavia la licenza di uccidere gli viene provvisoriamente revocata da M in 007 - Vendetta privata del 1989. Non a caso il film in inglese si intitola Licence to Kill, cioè Licenza di uccidere, titolo non utilizzabile in italiano perché già usato per il primo film della serie, che invece in inglese era Dr. No. Un altro agente 007 dopo il ritiro di Bond in No Time to Die sarà Nomi, di cui non si conosce il cognome.

- Agente 008 - pur non comparendo mai nei film di James Bond viene nominato da M e da James Bond in Agente 007 - Missione Goldfinger del 1964 e 007 - Zona pericolo del 1987.

- Agente 009 - Peter Smith, assassinato nel film Octopussy - Operazione piovra del 1983, è anche un personaggio della raccolta di racconti Octopussy del 1966. Un altro 009 muore assassinato nel film Il mondo non basta del 1999. Un altro 009 viene nominato, ma non compare, nel film Spectre.

## Altri agenti
- Strangways - l'agente John Strangways è un agente inglese in Giamaica che viene ucciso dai cosiddetti Three Blind Mice, tre finti mendicanti in Agente 007 - Licenza di uccidere del 1962.

- Agente segreto  - in Al servizio segreto di Sua Maestà del 1969, un agente viene appeso da un tetto alto circa 10 m da Blofeld per aver cercato di salvare Bond, inseguendo la slitta a cavalli con a bordo lo 007 (che si fingeva Sir Hilary) e Irma Bunt, a bordo di un Volkswagen Maggiolino con lunotto "Ovalino".

- Carter - nel film Casino Royale del 2006, Bond vuole catturare un mercenario e viene aiutato da un agente che viene scoperto dal costruttore di bombe Mollaka in quanto tiene le mani sul suo auricolare.

- Mathis - René Mathis (nome in codice Mathis) nel film Casino Royale del 2006 è un agente segreto francese, contatto di Bond in Montenegro. In Quantum of Solace del 2008 è un suo punto di riferimento. Appare nel romanzo Casino Royale del 1953 come agente del Deuxième Bureau.

- Eve - Eve Moneypenny è la segretaria di M, presente in molti film.

## Ex agenti
- Raoul Silva
- Miranda Frost